# Eden (nome)
Eden è un nome proprio di persona italiano maschile e un nome proprio di persona inglese maschile e femminile.

## Origine e diffusione

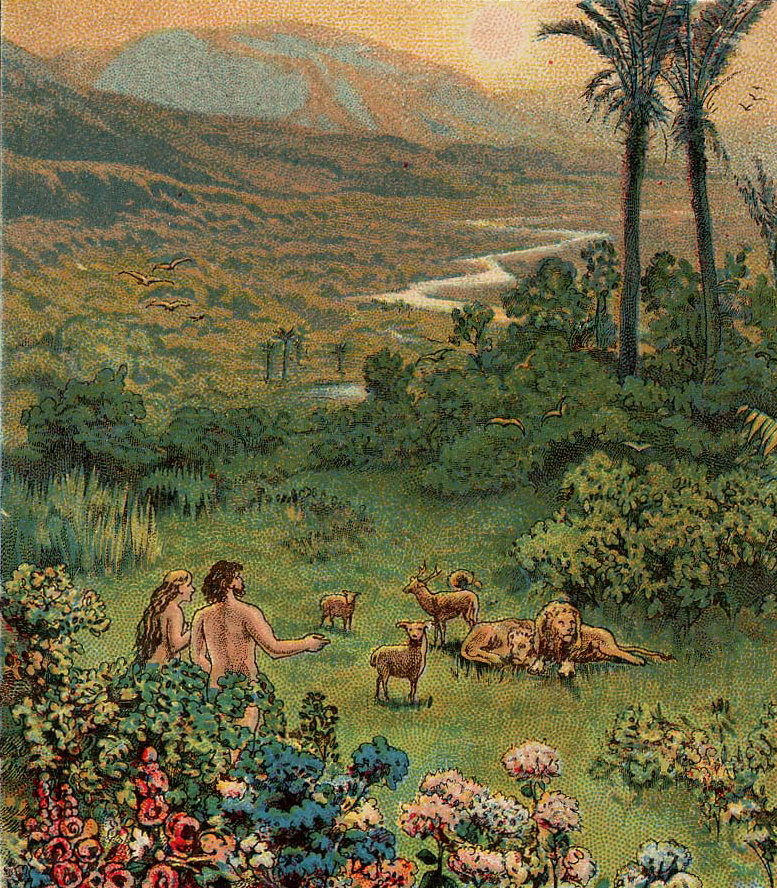
Il giardino dell'Eden in un'illustrazione del 1906

Il nome ha usi e origini differenti a seconda della cultura in cui è utilizzato. In italiano, è di origine biblica, e riprende chiaramente il nome del giardino dell'Eden: questo toponimo viene spesso ricollegato all'ebraico edhen, avente il significato di "luogo delizioso", "luogo del piacere", "delizia" o "voluttà" (dalla stessa radice del nome Edna), ma potrebbe anche basarsi sull'ugaritico 'dn (con il significato di "posto in cui scorre molta acqua", "luogo ben irrigato") o sul sumero edin, eden ("steppa", "pianura", indicante in particolare la mezzaluna fertile).
In inglese il nome ha valenza sia maschile che femminile; sebbene anche in questo caso possa rifarsi al luogo biblico (un uso che prese il via dopo la Riforma protestante), ha anche una seconda origine, come diminutivo medievale del nome Ede (a sua volta un ipocoristico di nomi germanici comincianti con l'elemento ead, "ricchezza", origine analoga a quella del nome Edda).

## Onomastico
Il nome è adespota, non essendo portato da alcuna santa, quindi l'onomastico ricade il 1º novembre, giorno di Ognissanti.

## Persone

### Femminile
- Eden Alene, cantante israeliana
- Eden Cheng, tuffatrice britannica
- Eden Ben Zaken, cantante israeliana
- Eden Donatelli, pattinatrice di short trak canadese
- Eden Golan, cantante israeliana
- Eden Marama, tennista neozelandese
- Eden Sher, attrice statunitense

### Maschile
- Eden Ahbez, compositore, cantante e musicista statunitense
- Eden Ben Basat, calciatore israeliano
- Eden Fumagalli, imprenditore italiano
- Eden Hazard, calciatore belga
- Eden Massouema, calciatore francese
- Eden Phillipotts, scrittore e drammaturgo inglese

## Il nome nelle arti
- Eden è un personaggio del romanzo Love Me di Gemma Weekes.
- Eden McCain è un personaggio della serie televisiva Heroes.
- Eden Lord è un personaggio della serie televisiva Nip/Tuck.
- Eden, è un personaggio della serie animata Aladdin.